# Pilumnus palmeri
Pilumnus palmeri is een krabbensoort uit de familie van de Pilumnidae. De wetenschappelijke naam van de soort is voor het eerst geldig gepubliceerd in 1986 door Garth.